# 方獻夫
方獻夫（1485年—1544年），初名獻科，字叔賢，號西樵，廣東南海縣（今廣東省佛山市）人，祖籍福建莆田，弘治乙丑進士，嘉靖間累官至內閣首輔、禮部尚書。

## 生平
方獻夫出生時父親已經去世。弘治十七年（1504年）甲子科廣東鄉試第二名舉人，弘治十八年（1505年）聯登乙丑科進士，改庶吉士，乞歸養母。不久母喪丁憂。正德年間，授禮部主事，調吏部，升吏部員外郎。曾拜主事王守仁為師。不久，因病歸鄉，在西樵山中讀書十年。
明世宗即位，方獻夫在“大禮議”期間支持世宗立生父為皇考，受重用為侍講學士，成為朝臣眾矢之的。嘉靖四年（1525年），方獻夫升任詹事府少詹事，然而終不自安，借病辭職歸鄉。
嘉靖六年（1527年），召修《明倫大典》，隨後命署大理寺事。同年九年，升任禮部右侍郎兼翰林院學士，直經筵日講官。又代替桂萼為吏部左侍郎，升任禮部尚書。《明倫大典》書成，加封太子太保，後辭官舉薦梁材、汪鋐、王廷相，而自己隱居西樵山，搆築石泉精舍，“藏書甚富。”，講學於石泉書院。
嘉靖十一年（1532年），重新起用擔任禮部尚書兼武英殿大學士，進入內閣輔政。此後吏部尚書王瓊去世，方獻夫掌管吏部。之後再次被彈劾離職。嘉靖二十三年（1544年）去世，贈太保，谥文襄。

## 著作
著有《西樵遗稿》八卷，《周易約說》12卷，《學解諸說》等。

## 家族
曾祖父方勢宏；祖方用中；父方遂，曾任學正；母黃氏。慈侍下。兄貴科、茂科。

## 墓葬
方獻夫原葬于南海西樵大岗。1983年，被附近施工人员发现并炸开挖掘。南海博物馆工作人员抢救发掘，但遗骨下落不明。1991年，台湾方氏后裔方德松寻获遗骨，次年重建方献夫墓重建于孔边村（五叠祠堂后山岗）。1996年，神道碑重新发现。2016年1月，方献夫墓入选广东省文物保护单位。

## 軼事

### 西樵大餅
相傳方獻夫某日上早朝時，因家中僕人放假回鄉，無人做早餐，方獻夫只好自己動手用家中僅有材料造了一個大餅，上朝前香氣四溢，引得同朝官員來問他這是什麼東西。方獻夫便答是家鄉的大餅。而西樵亦自此有了西樵大餅。

### 土地之爭
方獻夫死後，欲葬於仙崗村蟹泉與當地村民發生小爭執，最後被村民們用計擺平該事。